# Торический узел

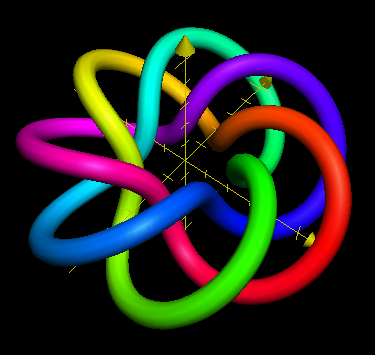
(3,7)-торический узел.

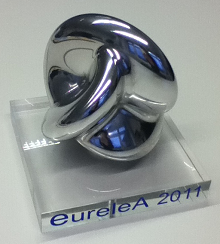
Приз EureleA в виде (2,3)-торического узла.

(2,8)-торическое зацепление

Торический узел — специальный вид узлов, лежащих на поверхности незаузлённого тора в {\displaystyle \mathbb {R} ^{3}}.
Торическое зацепление — зацепление, лежащее на поверхности тора. Каждый торический узел определяется парой взаимно простых целых чисел {\displaystyle p} и {\displaystyle q}. Торическое зацепление возникает, когда {\displaystyle p} и {\displaystyle q} не взаимно просты (в этом случае число компонент равно наибольшему общему делителю {\displaystyle p} и {\displaystyle q}). Торический узел является тривиальным тогда и только тогда, когда либо {\displaystyle p}, либо {\displaystyle q} равны 1 или −1. Простейшим нетривиальным примером является (2,3)-торический узел, известный также как трилистник.

(2,−3)-торический узел, известный также как левый трилистник

## Геометрическое представление
Торический узел можно представить геометрически различными способами, топологически эквивалентными, но геометрически различными.
Обычно используется соглашение, что {\displaystyle (p,q)}-торический узел вращается {\displaystyle q} раз вокруг круговой оси тора и {\displaystyle p} раз вокруг оси вращения тора. Если {\displaystyle p} и {\displaystyle q} не взаимно просты, то получается торическое зацепление, имеющее более одной компоненты. Соглашения о направлении, в котором нити вращаются вокруг тора, также различны, чаще всего предполагается правый винт для {\displaystyle pq>0}.
{\displaystyle (p,q)}-торический узел может быть задан параметризацией:
{\displaystyle x=r} {\displaystyle \cos(p\phi )},
{\displaystyle y=r} {\displaystyle \sin(p\phi )},
{\displaystyle z=-\sin(q\phi )},
где {\displaystyle r=\cos(q\phi )+2} и {\displaystyle 0<\phi <2\pi }. Он лежит на поверхности тора, задаваемого формулой {\displaystyle (r-2)^{2}+z^{2}=1} (в цилиндрических координатах).
Возможны и другие параметризации, поскольку узлы определены с точностью до непрерывной деформации. Примеры для (2,3)- и (3,8)-торических узлов можно получить, приняв {\displaystyle r=\cos(q\phi )+4}, а в случае (2,3)-торического узла путём вычитания {\displaystyle 3\cos((p-q)\phi )} и {\displaystyle 3\sin((p-q)\phi )} из вышеприведённых параметризаций {\displaystyle x} и {\displaystyle y}.

## Свойства

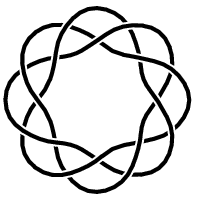
Диаграмма (3,−8)-торического узла.

(3, 4) торический узел на развороте поверхности тора и слово косы

Торический узел является тривиальным тогда и только тогда, когда либо {\displaystyle p}, либо {\displaystyle q} равны 1 или −1.
Каждый нетривиальный торический узел является простым и хиральными.
{\displaystyle (p,q)}-торический узел эквивалентен {\displaystyle (q,p)}-торическому узлу. {\displaystyle (p,-q)}-торический узел является обратным (зеркальным отражением) {\displaystyle (p,q)}-торического узла. {\displaystyle (-p,-q)}-торический узел эквивалентен {\displaystyle (p,q)}-торическому узлу, за исключением ориентации.
Любой {\displaystyle (p,q)}-торический узел может быть построен из замкнутой косы с {\displaystyle p} нитями. Подходящее слово косы:
{\displaystyle (\sigma _{1}\sigma _{2}\cdots \sigma _{p-1})^{q}}.
Эта формула использует соглашение, что генераторы косы используют правые вращения.
Число пересечений {\displaystyle (p,q)}-торического узла с {\displaystyle p,q>0} задаётся формулой:
{\displaystyle c=\min((p-1)q,(q-1)p)}.
Род торического узла с {\displaystyle p,q>0} равен:
{\displaystyle g={\frac {1}{2}}(p-1)(q-1).}
Многочлен Александера торического узла равен:
{\displaystyle {\frac {(t^{pq}-1)(t-1)}{(t^{p}-1)(t^{q}-1)}}}.
Полином Джонса (правовинтовой) торического узла задаётся формулой:
{\displaystyle t^{(p-1)(q-1)/2}{\frac {1-t^{p+1}-t^{q+1}+t^{p+q}}{1-t^{2}}}}.
Дополнение торического узла на 3-сфере — это многообразие Зейферта.
Пусть {\displaystyle Y} — {\displaystyle p}-мерный дурацкий колпак с диском, удалённым внутри, {\displaystyle Z} — {\displaystyle q}-мерный дурацкий колпак с внутренним удалённым диском, и {\displaystyle X} — факторпространство, полученное отождествлением {\displaystyle Y} и {\displaystyle Z} вдоль границы окружности. Дополнение {\displaystyle (p,q)}-торического узла является деформационным ретрактом пространства {\displaystyle X}. Таким образом, группа узла торического узла имеет представление:
{\displaystyle \langle x,y\mid x^{p}=y^{q}\rangle }.
Торические узлы — это единственные узлы, чьи группы узла имеют нетривиальные центры (которые являются бесконечными циклическими группами, образованные элементом {\displaystyle x^{p}=y^{q}} из этого представления).

## Список
- Тривиальный узел, 31-узел (2,3), Узел «Лапчатка» (5,2), 7₁-узел[англ.] (7,2), 819-узел (4,3), 91-узел (9,2), 10124-узел (5,3).